# فهد البهجه
فهد البهجه (عربی: فهد البهجة؛ زادهٔ ۱۴ ژوئیهٔ ۱۹۹۳) بازیکن فوتبال است.